# Black Sun
Black Sun es el cuarto álbum de la banda Alemana Primal Fear. Con este disco alcanzaron un rotundo éxito y llegaron a hacer giras por Europa, Asia y Japón.
Quizás, para muchos fanes, fue su mejor trabajo hasta ahora. Se destaca un potente Power Metal, que a los fanes dejó impresionados. El disco está cargado de líricas que relatan las cruzadas y la revelación apocalíptica.

## Lista de canciones
1. . Countdown To Insanity
2. . Black Sun
3. . Armageddon
4. . Lightyears From Home
5. . Revolution
6. . Fear
7. . Mind Control
8. . Magic Eye
9. . Mind Machine
10. . Silence
11. . We Go Down
12. . Cold Day In Hell
13. . Controlled